# Schmetterlinge (film)
Schmetterlinge is een West-Duitse dramafilm uit 1988 onder regie van Wolfgang Becker. Hij won met deze film de Gouden Luipaard op het filmfestival van Locarno.

## Verhaal
De 19-jarige Andi ziet hoe Kaja in het kanaal is verdronken. Sindsdien heeft hij het incident meermaals in detail aan de politie verteld. Andi begrijpt niet waarom de vader van Kaja nog een keer met hem wil afspreken.

## Rolverdeling
| Acteur              | Personage      |
| ------------------- | -------------- |
| Bertram von Boxberg | Andi           |
| Lena Boehncke       | Kaja           |
| Dieter Oberholz     | Charlie        |
| Uwe Helfrich        | Commissaris    |
| Peter Franke        | Vader van Kaja |
| Tayfun Bademsoy     | Turk           |
| Claudia Suplie      | Secretaresse   |